# ميشيل هارتمان
ميشيل هارتمان هي كاتِبة وشاعرة كندية، ولدت في 1956.